# Agrypon sapporense
Agrypon sapporense är en stekelart som beskrevs av Tohru Uchida 1928. Agrypon sapporense ingår i släktet Agrypon och familjen brokparasitsteklar. Inga underarter finns listade i Catalogue of Life.